# 1256
Il 1256 (MCCLVI in numeri romani) è un anno bisestile del XIII secolo.

## Eventi
- 2 febbraio - Manfredi riunisce a Barletta una solenne assemblea generale (dieta) nella quale intende punire i nemici e premiare amici e sostenitori
- 23 aprile, giorno di san Giorgio - Manfredi fonda Manfredonia nei pressi dell'antica Siponto
- 25 agosto - A Bologna vengono liberati 6000 schiavi e viene abolità la schiavitù, l'evento è documentato l'anno dopo nel Liber Paradisus
- 15 dicembre - Hulagu Khan distrugge la fortezza di Alamūt nel corso dell'offensiva mongola sull'islamico sud-ovest asiatico
- 22 dicembre - papa Alessandro IV, con la bolla Purae fidei, trasla la sede vescovile di Forcona, creando la diocesi dell'Aquila
- I Fermani sconfiggono gli Ascolani presso il fiume Tronto

## Nati
- 6 gennaio - Gertrude di Helfta, religiosa e santa tedesca († 1302)
- 29 dicembre - Ibn al-Banna al-Marrakushi, matematico e astronomo arabo († 1321)
- Roberto di Clermont, conte († 1317)
- Andrea Dotti, presbitero italiano († 1315)
- Eleonora di Castiglia, nobile spagnola († 1275)
- Guglielmo Gnoffi, religioso italiano († 1317)
- Al-Mizzi († 1342)
- Abu Hayyan al-Gharnati, teologo berbero († 1344)
- Filippo d'Angiò, re († 1277)

## Morti
- 4 gennaio - Bernardo di Carinzia, nobile tedesco
- 20 gennaio - Renaud de Vichiers, cavaliere medievale francese
- 28 gennaio - Guglielmo II d'Olanda, sovrano (n. 1227)
- 9 febbraio - Alice di Lusignano, nobile francese (n. 1224)
- 23 marzo - Guglielmo Fieschi, cardinale italiano
- 12 aprile - Margherita di Borbone-Dampierre, regina
- 1º maggio - Mafalda del Portogallo, portoghese (n. 1195)
- 20 maggio - Sabrisho V bar Masihi, vescovo cristiano orientale siro
- 1º settembre - Kujō Yoritsune, militare giapponese (n. 1218)
- 21 settembre - William di Kilkenny, vescovo cattolico inglese
- 28 settembre - Guglielmo I di Tubinga, nobile tedesco
- 14 ottobre - Kujō Yoritsugu, militare giapponese (n. 1239)
- 25 dicembre - Pietro Nolasco, religioso francese
- Batu Khan, condottiero mongolo (n. 1205)
- Jacopo Bonfado, condottiero italiano (n. 1210)
- Colomanno II di Bulgaria, imperatore bulgaro
- Pandolfo di Anagni, militare e vescovo cattolico italiano
- Manfredo della Scala, religioso italiano (n. 1215)
- Federico di Antiochia, conte
- Jacob Anatoli, letterato e filosofo francese (n. 1194)
- Niall, conte di Carrick, nobile scozzese
- Nicola Paglia, presbitero italiano (n. 1197)
- Reginaldo da Bologna, arcivescovo cattolico italiano
- Giovanni Sacrobosco, matematico, astronomo e astrologo scozzese
- Sartak, condottiero mongolo
- Sibt ibn al-Jawzi, scrittore e storico arabo
- Stefano di Borbone, religioso francese
- Giovanni Torchitorio V
- Tolberto II da Camino, nobile italiano (n. 1218)
- Maria di Brabante, nobile tedesca (n. 1226)

## Calendario
| Calendario 1256 | Calendario 1256 | Calendario 1256 | Calendario 1256 | Calendario 1256 | Calendario 1256 | Calendario 1256 | Calendario 1256 | Calendario 1256 | Calendario 1256 | Calendario 1256 | Calendario 1256 | Calendario 1256 | Calendario 1256 | Calendario 1256 | Calendario 1256 | Calendario 1256 | Calendario 1256 | Calendario 1256 | Calendario 1256 | Calendario 1256 | Calendario 1256 | Calendario 1256 | Calendario 1256 | Calendario 1256 | Calendario 1256 | Calendario 1256 | Calendario 1256 | Calendario 1256 | Calendario 1256 | Calendario 1256 | Calendario 1256 | Calendario 1256 |
| --------------- | --------------- | --------------- | --------------- | --------------- | --------------- | --------------- | --------------- | --------------- | --------------- | --------------- | --------------- | --------------- | --------------- | --------------- | --------------- | --------------- | --------------- | --------------- | --------------- | --------------- | --------------- | --------------- | --------------- | --------------- | --------------- | --------------- | --------------- | --------------- | --------------- | --------------- | --------------- | --------------- |
|                 | 1               | 2               | 3               | 4               | 5               | 6               | 7               | 8               | 9               | 10              | 11              | 12              | 13              | 14              | 15              | 16              | 17              | 18              | 19              | 20              | 21              | 22              | 23              | 24              | 25              | 26              | 27              | 28              | 29              | 30              | 31              |                 |
| Gennaio         | Sa              | Do              | Lu              | Ma              | Me              | Gi              | Ve              | Sa              | Do              | Lu              | Ma              | Me              | Gi              | Ve              | Sa              | Do              | Lu              | Ma              | Me              | Gi              | Ve              | Sa              | Do              | Lu              | Ma              | Me              | Gi              | Ve              | Sa              | Do              | Lu              |                 |
| Febbraio        | Ma              | Me              | Gi              | Ve              | Sa              | Do              | Lu              | Ma              | Me              | Gi              | Ve              | Sa              | Do              | Lu              | Ma              | Me              | Gi              | Ve              | Sa              | Do              | Lu              | Ma              | Me              | Gi              | Ve              | Sa              | Do              | Lu              | Ma              |                 |                 |                 |
| Marzo           | Me              | Gi              | Ve              | Sa              | Do              | Lu              | Ma              | Me              | Gi              | Ve              | Sa              | Do              | Lu              | Ma              | Me              | Gi              | Ve              | Sa              | Do              | Lu              | Ma              | Me              | Gi              | Ve              | Sa              | Do              | Lu              | Ma              | Me              | Gi              | Ve              |                 |
| Aprile          | Sa              | Do              | Lu              | Ma              | Me              | Gi              | Ve              | Sa              | Do              | Lu              | Ma              | Me              | Gi              | Ve              | Sa              | Do              | Lu              | Ma              | Me              | Gi              | Ve              | Sa              | Do              | Lu              | Ma              | Me              | Gi              | Ve              | Sa              | Do              |                 |                 |
| Maggio          | Lu              | Ma              | Me              | Gi              | Ve              | Sa              | Do              | Lu              | Ma              | Me              | Gi              | Ve              | Sa              | Do              | Lu              | Ma              | Me              | Gi              | Ve              | Sa              | Do              | Lu              | Ma              | Me              | Gi              | Ve              | Sa              | Do              | Lu              | Ma              | Me              |                 |
| Giugno          | Gi              | Ve              | Sa              | Do              | Lu              | Ma              | Me              | Gi              | Ve              | Sa              | Do              | Lu              | Ma              | Me              | Gi              | Ve              | Sa              | Do              | Lu              | Ma              | Me              | Gi              | Ve              | Sa              | Do              | Lu              | Ma              | Me              | Gi              | Ve              |                 |                 |
| Luglio          | Sa              | Do              | Lu              | Ma              | Me              | Gi              | Ve              | Sa              | Do              | Lu              | Ma              | Me              | Gi              | Ve              | Sa              | Do              | Lu              | Ma              | Me              | Gi              | Ve              | Sa              | Do              | Lu              | Ma              | Me              | Gi              | Ve              | Sa              | Do              | Lu              |                 |
| Agosto          | Ma              | Me              | Gi              | Ve              | Sa              | Do              | Lu              | Ma              | Me              | Gi              | Ve              | Sa              | Do              | Lu              | Ma              | Me              | Gi              | Ve              | Sa              | Do              | Lu              | Ma              | Me              | Gi              | Ve              | Sa              | Do              | Lu              | Ma              | Me              | Gi              |                 |
| Settembre       | Ve              | Sa              | Do              | Lu              | Ma              | Me              | Gi              | Ve              | Sa              | Do              | Lu              | Ma              | Me              | Gi              | Ve              | Sa              | Do              | Lu              | Ma              | Me              | Gi              | Ve              | Sa              | Do              | Lu              | Ma              | Me              | Gi              | Ve              | Sa              |                 |                 |
| Ottobre         | Do              | Lu              | Ma              | Me              | Gi              | Ve              | Sa              | Do              | Lu              | Ma              | Me              | Gi              | Ve              | Sa              | Do              | Lu              | Ma              | Me              | Gi              | Ve              | Sa              | Do              | Lu              | Ma              | Me              | Gi              | Ve              | Sa              | Do              | Lu              | Ma              |                 |
| Novembre        | Me              | Gi              | Ve              | Sa              | Do              | Lu              | Ma              | Me              | Gi              | Ve              | Sa              | Do              | Lu              | Ma              | Me              | Gi              | Ve              | Sa              | Do              | Lu              | Ma              | Me              | Gi              | Ve              | Sa              | Do              | Lu              | Ma              | Me              | Gi              |                 |                 |
| Dicembre        | Ve              | Sa              | Do              | Lu              | Ma              | Me              | Gi              | Ve              | Sa              | Do              | Lu              | Ma              | Me              | Gi              | Ve              | Sa              | Do              | Lu              | Ma              | Me              | Gi              | Ve              | Sa              | Do              | Lu              | Ma              | Me              | Gi              | Ve              | Sa              | Do              |                 |